# Bannanakere, Krishnarajpet
Bannanakere là một làng thuộc tehsil Krishnarajpet, huyện Mandya, bang Karnataka, Ấn Độ.